# تاکا بنگلادش
تاکا (به بنگالی:টাকা, نشان: ৳ یا Tk، کد: BDT) یکای پول بنگلادش است. بانک مرکزی بنگلادش، صدور تمامی مبالغ این یکای پول را بر عهده دارد، به جز اسکناس‌های یک و دو تاکایی که وزارت اقتصاد بنگلادش مسئول چاپ آنهاست. هر تاکا به صد پویشه تقسیم می‌شود هرچند سکه‌های پویشه دیگر ضرب نمی‌شوند.

## اسکناس‌ها

### سری یکم
در پی جدایی بنگلادش از پاکستان، سری یکم تاکا در تاریخ چهارم مارس ۱۹۷۲ به صورت فوریتی منتشر شد تا روپیه پاکستان را جایگزین کند.
| سری نقشه (۱۹۷۲) | سری نقشه (۱۹۷۲) | سری نقشه (۱۹۷۲) | سری نقشه (۱۹۷۲)              | سری نقشه (۱۹۷۲) |
| بها             | بها             | بها             | شرح                          | شرح             |
| رو              | پشت             | بها             | رو                           | پشت             |
| --------------- | --------------- | --------------- | ---------------------------- | --------------- |
|                 |                 | ৳۱              | نقشه بنگلادش                 | نقش و نگار، بها |
|                 |                 | ৳۵              | نقشه بنگلادش، شیخ مجیب‌الرحمن | نقش و نگار، بها |
|                 |                 | ৳۱۰             | نقشه بنگلادش، شیخ مجیب‌الرحمن | نقش و نگار، بها |
|                 |                 | ৳۱۰۰            | نقشه بنگلادش، شیخ مجیب‌الرحمن | نقش و نگار، بها |

### سری دوم
شتاب‌زدگی در انتشار اسکناس‌های ملی مشکلاتی را به بار آورده بود که سرانجام منجر به انتشار سری دوم اسکناس‌ها شد. این سری توسط شرکت دی لا رو چاپ شد.
| سری دی لا رو (۱۹۷۲) | سری دی لا رو (۱۹۷۲) | سری دی لا رو (۱۹۷۲) | سری دی لا رو (۱۹۷۲) | سری دی لا رو (۱۹۷۲) | سری دی لا رو (۱۹۷۲) | سری دی لا رو (۱۹۷۲) |
| نگاره               | نگاره               | بها                 | رنگ                 | شرح                 | شرح                 | تاریخ نخستین انتشار |
| رو                  | پشت                 | بها                 | رنگ                 | رو                  | پشت                 | تاریخ نخستین انتشار |
| ------------------- | ------------------- | ------------------- | ------------------- | ------------------- | ------------------- | ------------------- |
|                     |                     | ৳۱                  | ارغوانی و خاکی      | خوشه‌ای برنج در دست  | نشان ملی            | ۲ مارس ۱۹۷۳         |
|                     |                     | ৳۵                  | قرمز                | شیخ مجیب‌الرحمن      | نیلوفر آبی          | ۱ سپتامبر ۱۹۷۲      |
|                     |                     | ৳۱۰                 | سبز                 | شیخ مجیب‌الرحمن      | نمای رودخانه‌ای      | ۲ ژوئن ۱۹۷۲         |
|                     |                     | ৳۱۰۰                | خاکستری             | شیخ مجیب‌الرحمن      | نمای رودخانه‌ای      | ۱ سپتامبر ۱۹۷۲      |

### سری سوم
بنگلادش هم با شرکت دی لا رو و هم با شرکت بردبری ویلکینسون قرارداد بسته بود از این رو سری دوم و سوم اسکناس‌ها در یک زمان در گردش بودند.
| سری بردبری ویلکینسون (۱۹۷۲) | سری بردبری ویلکینسون (۱۹۷۲) | سری بردبری ویلکینسون (۱۹۷۲) | سری بردبری ویلکینسون (۱۹۷۲) | سری بردبری ویلکینسون (۱۹۷۲) | سری بردبری ویلکینسون (۱۹۷۲)  | سری بردبری ویلکینسون (۱۹۷۲) |
| نگاره                       | نگاره                       | بها                         | رنگ                         | شرح                         | شرح                          | تاریخ نخستین انتشار         |
| رو                          | پشت                         | بها                         | رنگ                         | رو                          | پشت                          | تاریخ نخستین انتشار         |
| --------------------------- | --------------------------- | --------------------------- | --------------------------- | --------------------------- | ---------------------------- | --------------------------- |
|                             |                             | ৳۱                          | ارغوانی و خاکی              | زنی خرمن می‌کوبد             | شاخه‌ای برنج در دست، نشان ملی | ۱۸ دسامبر ۱۹۷۳              |
|                             |                             | ৳۵                          | قرمز                        | شیخ مجیب‌الرحمن              | کارخانه کنار رودخانه         | ۱۵ سپتامبر ۱۹۷۲             |
|                             |                             | ৳۱۰                         | سبز                         | شیخ مجیب‌الرحمن              | روستا                        | ۱۵ اکتبر ۱۹۷۳               |

### سری چهارم
این سری که تصویر مسجد ستاره بر روی همه اسکناس‌هایش نقش می‌بست توسط شرکت دی لا رو چاپ می‌شد به جز اسکناس ۵۰۰৳ که در آلمان به چاپ می‌رسید.
| سری مسجد ستاره (۱۹۷۶) | سری مسجد ستاره (۱۹۷۶) | سری مسجد ستاره (۱۹۷۶) | سری مسجد ستاره (۱۹۷۶) | سری مسجد ستاره (۱۹۷۶) | سری مسجد ستاره (۱۹۷۶) |
| نگاره                 | نگاره                 | بها                   | رنگ                   | شرح                   | شرح                   |
| رو                    | پشت                   | بها                   | رنگ                   | رو                    | پشت                   |
| --------------------- | --------------------- | --------------------- | --------------------- | --------------------- | --------------------- |
|                       |                       | ৳۵                    | قهوه‌ای                | مسجد ستاره            | کارخانه کنار رودخانه  |
|                       |                       | ৳۱۰                   | ارغوانی               | مسجد ستاره            | کشت برنج              |
|                       |                       | ৳۵۰                   | نارنجی                | مسجد ستاره            | چایکاری               |
|                       |                       | ৳۱۰۰                  | نارنجی و آبی          | مسجد ستاره            | رودخانه               |
|                       |                       | ৳۵۰۰                  | آبی، ارغوانی و سیاه   | مسجد ستاره            | دادگاه عالی بنگلادش   |

### سری پنجم
در سری پنجم تصویر مسجد ستاره تنها بر روی اسکناس ۱۰۰৳ باقی ماند و اسکناس ۵۰۰৳ از رده خارج شد.
| سری پنجم (۱۹۷۷) | سری پنجم (۱۹۷۷) | سری پنجم (۱۹۷۷) | سری پنجم (۱۹۷۷) | سری پنجم (۱۹۷۷) | سری پنجم (۱۹۷۷)      |
| نگاره           | نگاره           | بها             | رنگ             | شرح             | شرح                  |
| رو              | پشت             | بها             | رنگ             | رو              | پشت                  |
| --------------- | --------------- | --------------- | --------------- | --------------- | -------------------- |
|                 |                 | ۱৳              | نارنجی و زرد    | نشان ملی        | چیتال                |
|                 |                 | ۵৳              | قهوه‌ای          | مسجد کوسومبا    | کارخانه کنار رودخانه |
|                 |                 | ৳۱۰             | ارغوانی         | مسجد عطیه       | کشت برنج             |
|                 |                 | ৳۲۰             | سبز             | مسجد چوتو سونا  | شست‌وشوی چتایی        |
|                 |                 | ৳۵۰             | نارنجی          | مسجد سات گامبوج | چایکاری              |
|                 |                 | ৳۱۰۰            | آبی و قهوه‌ای    | مسجد ستاره      | قلعه لالباغ          |

### سری ششم
در سری ششم تغییرات کمی رخ داد از جمله اسکناس ۲৳ به مجموعه اسکناس‌ها افزوده شد.
| سری دهه هشتاد میلادی | سری دهه هشتاد میلادی | سری دهه هشتاد میلادی | سری دهه هشتاد میلادی | سری دهه هشتاد میلادی | سری دهه هشتاد میلادی                   | سری دهه هشتاد میلادی |
| نگاره                | نگاره                | بها                  | رنگ                  | شرح                  | شرح                                    | تاریخ نخستین انتشار  |
| رو                   | پشت                  | بها                  | رنگ                  | رو                   | پشت                                    | تاریخ نخستین انتشار  |
| -------------------- | -------------------- | -------------------- | -------------------- | -------------------- | -------------------------------------- | -------------------- |
|                      |                      | ৳۲                   | صورتی و سبز          | شهید منار            | سینه‌سرخ پیسه خاوری (پرنده ملی بنگلادش) | ۲۹ دسامبر ۱۹۸۸       |
|                      |                      | ৳۱۰                  | مسی                  | مسجد عطیه            | سد کاپتای                              | ۳ سپتامبر ۱۹۸۲       |
|                      |                      | ৳۵۰                  | قرمز                 | یادمان شهیدان ملی    | جاتیو سنگشاد بهابان                    | ۲۴ اوت ۱۹۸۷          |

### سری هفتم
در سری هفتم غیبت نگاره شیخ مجیب‌الرحمن از روی اسکناس‌ها که از سری چهارم آغاز شده بود پایان یافت و نگاره وی بر روی اسکناس ۱۰৳ نقش بست.
| سری دهه نود میلادی | سری دهه نود میلادی | سری دهه نود میلادی | سری دهه نود میلادی | سری دهه نود میلادی  | سری دهه نود میلادی  | سری دهه نود میلادی  |
| نگاره              | نگاره              | بها                | رنگ                | شرح                 | شرح                 | تاریخ نخستین انتشار |
| رو                 | پشت                | بها                | رنگ                | رو                  | پشت                 | تاریخ نخستین انتشار |
| ------------------ | ------------------ | ------------------ | ------------------ | ------------------- | ------------------- | ------------------- |
|                    |                    | ৳۱۰                | سبز و قهوه‌ای       | شیخ مجیب‌الرحمن      | قلعه لالباغ         | ۱۱ دسامبر ۱۹۹۷      |
|                    |                    | ৳۵۰                | نارنجی             | جاتیو سنگشاد بهابان | مسجد باغه           | ۱۲ اوت ۱۹۹۹         |
|                    |                    | ৳۵۰۰               | آبی و نارنجی       | یادمان شهیدان ملی   | دادگاه عالی بنگلادش | ۲ ژوئیه ۱۹۹۸        |

### سری هشتم
در سری هشتم نگاره شیخ مجیب‌الرحمن بر روی همه اسکناس‌ها نقش بست. جنس اسکناس ۱۰৳ نیز به بسپار تغییر یافت هرچند محبوبیت چندانی نیافت و در نتیجه از رده خارج شد.
| سری شیخ مجیب‌الرحمن | سری شیخ مجیب‌الرحمن | سری شیخ مجیب‌الرحمن | سری شیخ مجیب‌الرحمن | سری شیخ مجیب‌الرحمن               | سری شیخ مجیب‌الرحمن  | سری شیخ مجیب‌الرحمن  |
| نگاره              | نگاره              | بها                | رنگ                | شرح                              | شرح                 | تاریخ نخستین انتشار |
| رو                 | پشت                | بها                | رنگ                | رو                               | پشت                 | تاریخ نخستین انتشار |
| ------------------ | ------------------ | ------------------ | ------------------ | -------------------------------- | ------------------- | ------------------- |
|                    |                    | ৳۱۰                | صورتی              | شیخ مجیب‌الرحمن و مسجد بیت‌المکرم  | جاتیو سنگشاد بهابان | ۲۰۰۰                |
|                    |                    | ৳۱۰۰               | آبی                | شیخ مجیب‌الرحمن و مسجد شصت گنبد   | پل بنگابندو         | ۱۵ مارس ۲۰۰۱        |
|                    |                    | ৳۵۰۰               | کرم و صورتی        | شیخ مجیب‌الرحمن و مسجد سات گامبوج | دادگاه عالی بنگلادش | ۱۰ اوت ۲۰۰۰         |

### سری نهم
در سری نهم نگاره شیخ مجیب‌الرحمن از روی اسکناس‌ها حذف شد.
| سری نهم | سری نهم | سری نهم | سری نهم     | سری نهم                           | سری نهم             | سری نهم             |
| نگاره   | نگاره   | بها     | رنگ         | شرح                               | شرح                 | تاریخ نخستین انتشار |
| رو      | پشت     | بها     | رنگ         | رو                                | پشت                 | تاریخ نخستین انتشار |
| ------- | ------- | ------- | ----------- | --------------------------------- | ------------------- | ------------------- |
|         |         | ৳۱۰     | صورتی       | نشان ملی و مسجد بیت‌المکرم         | جاتیو سنگشاد بهابان | ۷ ژانویه ۲۰۰۲       |
|         |         | ৳۲۰     | سبز         | مسجد چوتو سونا                    | شست‌وشوی چتایی       | ۱۳ ژوئیه ۲۰۰۲       |
|         |         | ৳۵۰     | زرد و مسی   | جاتیو سنگشاد بهابان               | مسجد باغه           | ۱۲ مه ۲۰۰۳          |
|         |         | ৳۱۰۰    | آبی         | مسجد شهیدان ملی و مسجد شصت گنبد   | پل بنگابندو         | ۵ ژوئن ۲۰۰۲         |
|         |         | ৳۵۰۰    | کرم و صورتی | مسجد شهیدان ملی و مسجد سات گامبوج | دادگاه عالی بنگلادش | ۱۷ ژوئیه ۲۰۰۲       |
|         |         | ৳۱,۰۰۰  | صورتی       | شهید منار                         | دانشگاه داکا        | ۲۷ اکتبر ۲۰۰۸       |

### سری دهم (کنونی)
نگاره شیخ مجیب‌الرحمن در سری دهم دوباره به روی اسکناس‌ها رفت.
| سری کنونی | سری کنونی | سری کنونی | سری کنونی   | سری کنونی | سری کنونی     | سری کنونی      | سری کنونی                       | سری کنونی               | سری کنونی           |
| نگاره     | نگاره     | بها       | ابعاد       | رنگ       | رنگ           | شرح            | شرح                             | شرح                     | تاریخ نخستین انتشار |
| رو        | پشت       | بها       | ابعاد       | رنگ       | رنگ           | رو             | پشت                             | ته‌نقش                   | تاریخ نخستین انتشار |
| --------- | --------- | --------- | ----------- | --------- | ------------- | -------------- | ------------------------------- | ----------------------- | ------------------- |
|           |           | ৳۲        | ۱۰۰ × ۶۰ mm |           | مازویی و سبز  | شیخ مجیب‌الرحمن | شهید منار                       | یادمان شهیدان ملی و بها | ۱۵ ژوئیه ۲۰۲۱       |
|           |           | ৳۵        | ۱۱۰ × ۶۵ mm |           | خاکستری       | شیخ مجیب‌الرحمن | مسجد کوسومبا                    | یادمان شهیدان ملی و بها | ۵ ژانویه ۲۰۱۷       |
|           |           | ৳۱۰       | ۱۱۵ × ۶۵ mm |           | صورتی         | شیخ مجیب‌الرحمن | مسجد بیت‌المکرم                  | یادمان شهیدان ملی و بها | ۷ مارس ۲۰۱۲         |
|           |           | ৳۲۰       | ۱۲۰ × ۶۵ mm |           | سبز           | شیخ مجیب‌الرحمن | مسجد شصت گنبد                   | یادمان شهیدان ملی و بها | ۷ مارس ۲۰۱۲         |
|           |           | ৳۵۰       | ۱۳۱ × ۶۵ mm |           | نارنجی        | شیخ مجیب‌الرحمن | نگاره شخم زدن (اثر زین‌العابدین) | یادمان شهیدان ملی و بها | ۱۵ دسامبر ۲۰۱۹      |
|           |           | ৳۱۰۰      | ۱۳۹ × ۶۵ mm |           | آبی           | شیخ مجیب‌الرحمن | مسجد ستاره                      | یادمان شهیدان ملی و بها | ۹ اوت ۲۰۱۱          |
|           |           | ৳۲۰۰      | ۱۳۹ × ۶۵ mm |           | زرد           | شیخ مجیب‌الرحمن | شیخ مجیب‌الرحمن و کشاورزی        | یادمان شهیدان ملی و بها | ۱۷ مارس ۲۰۲۰        |
|           |           | ৳۵۰۰      | ۱۴۷ × ۶۵ mm |           | فیروزه‌ای روشن | شیخ مجیب‌الرحمن | کشاورزی                         | یادمان شهیدان ملی و بها | ۹ اوت ۲۰۱۱          |
|           |           | ৳۱,۰۰۰    | ۱۵۵ × ۶۵ mm |           | بنفش          | شیخ مجیب‌الرحمن | جاتیو سنگشاد بهابان             | یادمان شهیدان ملی و بها | ۹ اوت ۲۰۱۱          |